# Лід
Лід, кри́га — вода в твердому кристалічному або аморфному стані, замерзла вода.

## Основні характеристики
Нині відомо три аморфних різновиди (за густиною) та 18 кристалічних модифікацій льоду. На Землі природний лід представлений переважно одним кристалічним різновидом із густиною 931 кг/м³. Проте в міжзоряному середовищі переважає аморфний лід, що робить його, ймовірно, найпоширенішою формою води у Всесвіті. Під дією власної ваги лід набуває пластичних властивостей і плинності.
Зустрічається в природі у вигляді власне льоду (материкового, плаваючого, підземного), а також у вигляді снігу, інею тощо.
Природний лід звичайно значно чистіший, ніж вода, тому що розчинність речовин у льоду вкрай низька. Лід може містити механічні домішки — тверді частинки, крапельки концентрованих розчинів, бульбашки газу. Наявністю кристаликів солі й крапельок розсолу пояснюється солонуватість морського льоду.
Загальні запаси льоду на Землі становлять близько 30 млн км³. Є дані про наявність льоду на планетах Сонячної системи та в кометах. Основні запаси льоду на Землі зосереджені в полярних країнах (переважно в Антарктиді, де товщина льодового покрову досягає 4 км).
Штучний лід отримують охолодженням, якого досягають розчиненням деяких солей у воді чи кислотах або випаровуванням рідин у розрідженому просторі.
Лід — це тверда фаза оксиду водню хімічної будови Н2О. Містить (%): Н — 11,2; О — 88,8. Сингонія гексагональна. Вид дигексагонально-пірамідальний. Штучно одержано ще три модифікації льоду: лід-II; лід-III і лід-IV. Густина — 917,5 кг/м³. Твердість — 1,5 (при +4 °С), 4,0 (– 44 °С) і 6,5 (–78,5 °С). Звичайно утворює агрегатні скупчення дрібнокристалічних зерен. Відомі також кристалічні утворення, які виникають при сублімаціях. Вони мають вигляд скелетних форм і фігур росту (дендрити), а також променистих агрегатів. Безбарвний, прозорий, у значних скупченнях синюватий. Блиск скляний. Крихкий. Утворюється у кріосфері при зниженні температури нижче 0 °С (льодовики, підземний лід тощо). За температури 0 °С плавиться, перетворюючись у воду. 
Дослідженням льоду займається кріологія. Найбільш вивченим є лід 1-ї модифікації — єдиної модифікації, виявленої в природі.
Лід — одна з найпоширеніших твердих речовин на земній поверхні (близько 30 млн км3). У природі є багато видів льоду різного віку. Тривалість існування одних видів визначається годинами, вік інших — сотні тисяч років.
| Властивість                                                           | Значення        | Примітка                                                 |
| Теплоємність, кал/(г··°C)                                             | 0,51 (0 °C)     | Сильно зменшується зі зниженням температури              |
| Теплота танення, кал/г                                                | 79,69           |                                                          |
| Теплота паротворення, кал/г                                           | 677             |                                                          |
| Коефіцієнт термічного розширення, 1/°C                                | 9,1·10−5 (0 °C) |                                                          |
| Теплопровідність, кал/(див сек··°C)                                   | 4,99·10-3       |                                                          |
| Показник заломлення для звичайного променя                            | 1,309 (-3 °C)   |                                                          |
| Показник заломлення для незвичайного променя                          | 1,3104 (-3 °C)  |                                                          |
| Питома електрична провідність, ом−1·см−1                              | 10−9(0 °C)      | Гадана енергія активації 11 ккал/моль                    |
| Поверхнева електропровідність, ом−1                                   | 10−10 (-11 °C)  | Гадана енергія активації 32 ккал/моль                    |
| Модуль Юнга, дин/см                                                   | 9·1010 (-5 °C)  | Полікристалічний лід                                     |
| Опір, Мн/м² роздавлюванню розриву зрізу                               | 2,5 1,11 0,57   | Полікристалічний лід                                     |
| Середня ефективна в'язкість, пз                                       | 1014            | Полікристалічний лід                                     |
| Показник ступеня статичного закону плину                              | 3               |                                                          |
| Енергія активації при деформуванні й механічній релаксації, ккал/моль | 11,44-21,3      | Лінійно росте на 0,0361 ккал/(моль·°C) від 0 до 273,16 К |

## Лід як мінерал та гірська порода

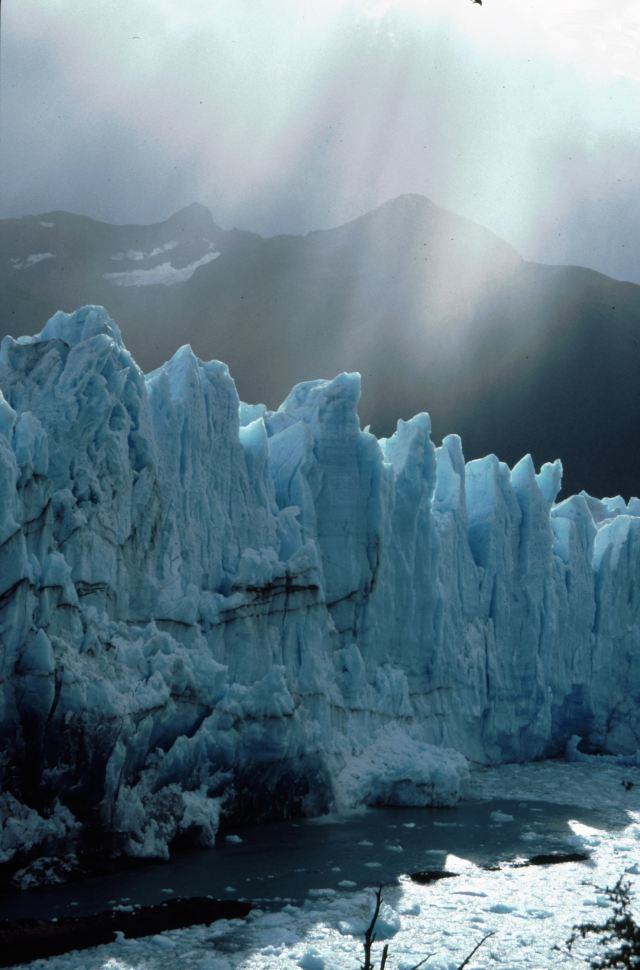
Льодовик «Періто Морено», Аргентина

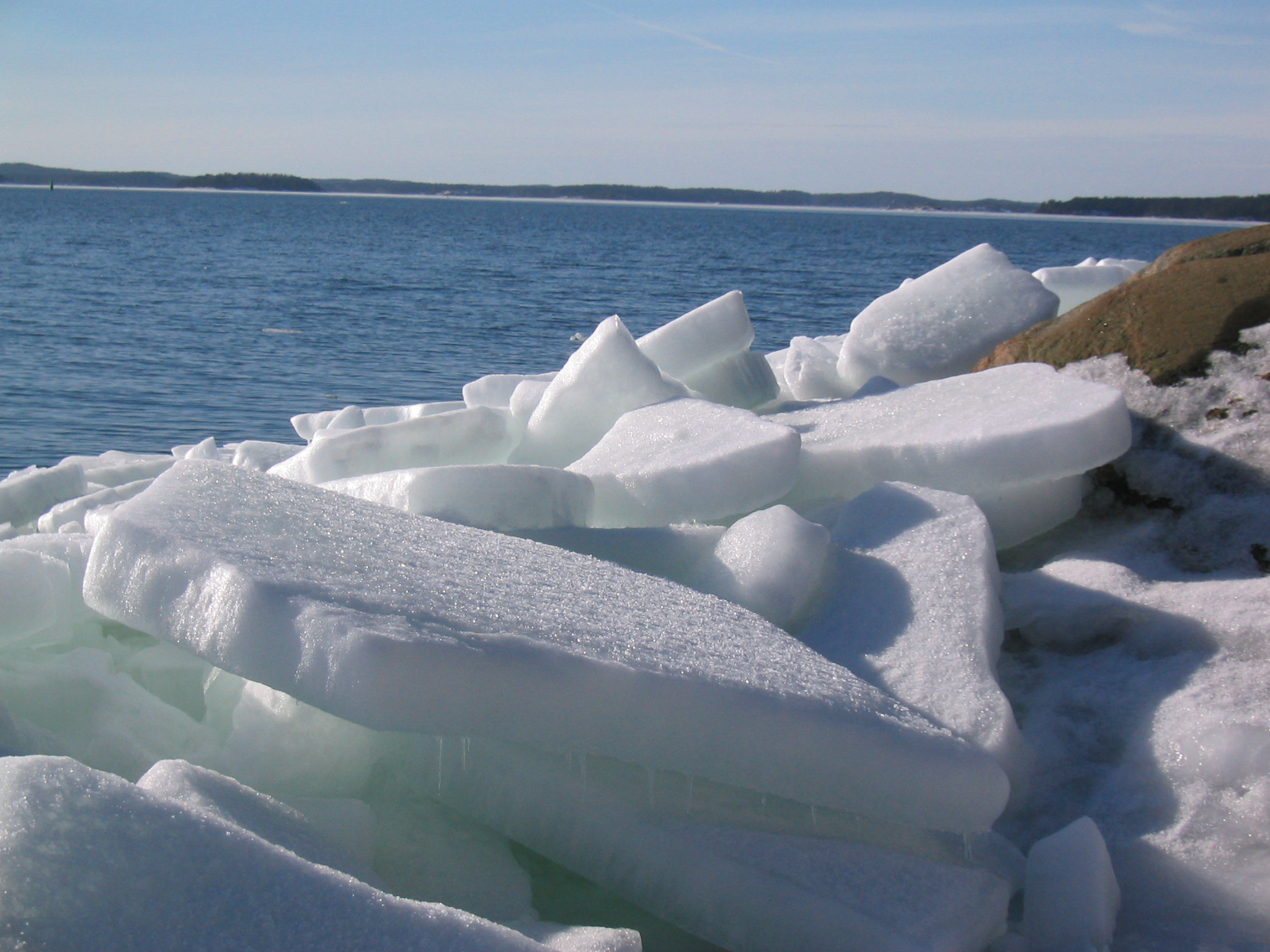

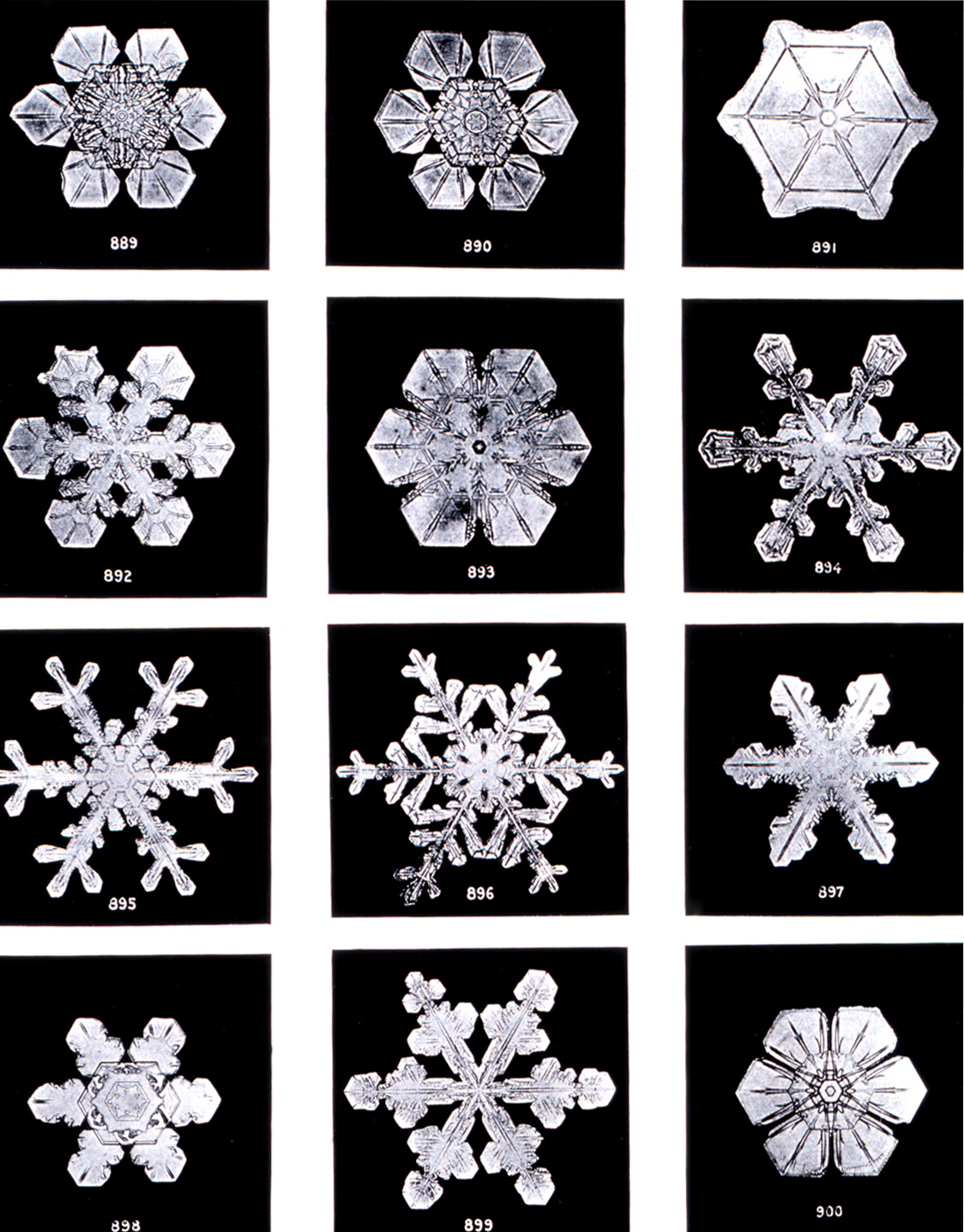
Сніжинки

Лід також є найлегшим мінералом з класу оксидів, який існує лише за низьких температур. В умовах Землі він перебуває в стані, близькому до фазового переходу його у воду. Тому лід зустрічається тільки у верхніх шарах літосфери і гідросфери. Лід вельми стійкий відносно чужорідних домішок, не вступає з ними в хімічні взаємодії і не утворює твердих розчинів та зростків з кристалами інших речовин.
Лід може розглядатися і як низькотемпературна мономінеральна гірська порода. Фізико-генетичні і петрографо-генетичні основи формування крижаних порід дозволяють поділити їх на конжеляційні, сегрегаційні осадові і метаморфічні.
- Конжеляційний лід утворюється внаслідок замерзання вільної води. Це крижане покривало морських і прісних водойм, лід швидко рухомих вод, внутрішньоводний або донний, крижане покривало відносно спокійних вод, крижані утворення у вигляді ефузивних порід, полою, натічних утворень, лід-цемент в мерзлих дисперсних гірських породах, тріщинний і поровий в гірських породах з жорсткими зв'язками, крижані ядра ін'єкційних горбів здимання, сталактитів і сталагмітів, вторинно-жильний лід в дисперсних мерзлих гірських породах, крижані шліри та інтрузивні пласти в мерзлих відкладах.
- Сегрегаційний лід утворюється в промерзлих пилувато-глинистих гірських порід у процесі міграції зв'язаної води під впливом градієнтів температури і вологи. Він утворює шліри (прошарки, лінзи і включення, інші форми), які зумовлюють кріогенну текстуру дисперсних гірських порід, і мономінеральні пластові поклади (потужністю до декількох метрів), ядра міграційних горбів здимання.
- Розрізнюють п'ять видів осадового льоду: пухнастий сніг, хуртовинний сніг, дрібнозернистий сніг, зернистий сніг і сніг-пливун.
- Метаморфічний лід формується в процесі зміни внутрішньої енергії або під впливом тиску і температури. До нього належить: фірн, первинний осадовий метаморфічний, динамометаморфічний (виникає під впливом високого різновекторного або орієнтованого тиску) і термометаморфічний лід (формується під впливом теплових процесів, що виникають у крижаній породі). За місцем розташування розрізняють поверхневий і підземний лід. Останній впливає на властивості мерзлих порід.

## Фази льоду
| Фаза         | Характеристики |
| ------------ | --- |
| Аморфний лід | Аморфний лід не має кристалічної структури. Він існує в трьох формах: аморфний лід низької щільності (LDA), що утворюється при атмосферному тиску і нижче, аморфний лід високої щільності (HDA) і аморфний лід дуже високої щільності (VHDA), що утворюється при високому тиску. Лід LDA отримують дуже швидким охолодженням рідкої води («надохолоджена склоподібна вода», HGW), або конденсацією водяної пари на дуже холодної підкладці («аморфна тверда вода», ASW), або шляхом нагрівання високощільних форм льоду при нормальному тиску(«LDA»).                      |
| Лід Ih       | Звичайний гексагональний кристалічний лід. Практично весь лід на Землі належить до льоду Ih, і тільки дуже мала частина — до льоду Ic. |
| Лід Ic       | Метастабільний кубічний кристалічний лід. Атоми кисню розташовані як у кристалічній решітці алмазу. Його отримують при температурі в діапазоні від −133 °C до −123 °C, він залишається стійким до -73 °C, а при подальшому нагріванні переходить в лід Ih. Він зрідка зустрічається у верхніх шарах атмосфери. |
| Лід II       | Тригональний кристалічний лід з високовпорядкованою структурою. Утворюється з льоду Ih при стисненні температурах від −83 °C до −63 °C. При нагріванні він перетворюється у лід III. |
| Лід III      | Тетрагональний кристалічний лід, який виникає при охолодженні води до −23 °C і тиску 300 МПа. Його щільність більше, ніж у води, але він найменш щільний з усіх різновидів льоду в зоні високих тисків. |
| Лід IV       | Метастабільний тригональний лід. Його важко отримати без затравки. |
| Лід V        | Моноклінний кристалічний лід. Виникає при охолодженні води до −20 °C і тиску 500 МПа. Має найбільш складну структури у порівнянні з усіма іншими модифікаціями. |
| Лід VI       | Тетрагональний кристалічний лід. Виникає при охолодженні води до −3 °C і тиску 1,1 ГПа. У ньому проявляється дебаївська релаксація. |
| Лід VII      | Кубічна модифікація. Порушено розташування атомів водню; у речовині проявляється дебаївська релаксація. Водневі зв'язки утворюють дві взаємопроникні решітки. У 2018 лід VII виявлено у включеннях у натуральних алмазах, внаслідок чого був визнаний окремим мінералом. 2025 року відкрито пластичний лід VII, молекули якого обертаються, проте зберігають упорядковану кристалічну структуру. |
| Лід VIII     | Більш упорядкований варіант льоду VII, де атоми водню займають, очевидно, фіксовані положення. Утворюється із льоду VII при його охолодженні нижче 5 °C. |
| Лід IX       | Тетрагональна метастабільна модифікація. Поступово утворюється з льоду III при его охолоджені від −65 °C до −108 °C, стабільний при температурі нижче −133 °C і тиску між 200 та 400 МПа. Його щільність 1,16 г/см³. |
| Лід X        | Симетричний лід з упорядкованим розташуванням протонів. Утворюється за тиску близько 70 ГПа. |
| Лід XI       | Ромбічна низькотемпературна рівноважна форма гексагонального льоду. Є сегнетоелектриком. |
| Лід XII      | Тетрагональна метастабільна щільна кристалічна модифікація. Спостерігається у фазовому просторі льоду V і льоду VI. Може бути отримана нагріванням аморфного льоду високої щільності від −196 °C до приблизно −90 °C при тиску 810 МПа. |
| Лід XIII     | Моноклінний кристалічний різновид. Може бути отриманий при охолодженні води нижче −143 °C і тиску 500 МПа. Різновид льоду V з упорядкованим розташуванням протонів. |
| Лід XIV      | Ромбічнийкристалічний різновид. Може бути отриманий при температурі нижче −155 °C і тиску 1,2 ГПа. Різновид льоду XII з упорядкованим розташуванням протонів. |
| Лід XV       | Псевдоромбічний кристалічний різновид льоду VI з упорядкованим розташуванням протонів. Може бути отриманий шляхом повільного охолодження льоду VI приблизно до −143 °C і тиску 0,8-1,5 ГПа. |
| Лід XVI      | Кристалічний різновид льоду з найменшою густиною (0,81 г/см3) серед усіх експериментально отриманих форм льоду. Має побудову топологічно еквівалентну полостній структурі газових гідратів. |
| Лід XVII     | Кристалічний різновид льоду з меншою кристалографічною густиною (0,85 г/см3), ніж у інших експериментально отриманих форм льоду. Його структура, як і в льоду XVI, схожа до клатратної структури газових гідратів. Отримується при температурі 280 К і тиску ~ 400 МПа. Його номінальний склад (Н2О)2Н2 з трьома формульними одиницями на елементарну комірку. |
| Лід XVIII    | Суперіонізований лід, що утворюється під впливом екстремальних тисків, що перевищують 100 ГігаПаскалів і високих температур вище 2000 Кельвінів. Отриманий експериментально при використанні лазерних ударних хвиль для одночасного стиснення та нагрівання зразків рідкої води до 100—400 ГігаПаскалів і 2000–3000 Кельвінів та зафіксований при вимірювання рентгенівської дифракції протягом кількох наносекунд. Такий лід отриманий як перехід від кубічно-кубічної льодової фази (ймовірно льоду X) до нової орієнтованої кубічної та суперіонізованої льодової фази. |

Нові дослідження формування водяного льоду на рівній поверхні міді при температурах від −173 °C до −133 °C показали, що спочатку на поверхні виникають ланцюжки молекул шириною близько 1 нм не гексагональної, а пентагональної структури.

## Етимологія
Назва крига походить від давньоруського кра, від праслов'янського *jьkrà з подальшим додаванням зменшувального суфікса -ига. Слово лід походить з давньоруського лед, від праслов'янського *ledъ, споріднено з литовською, латвійською і пруською назвами.